# Écolobus

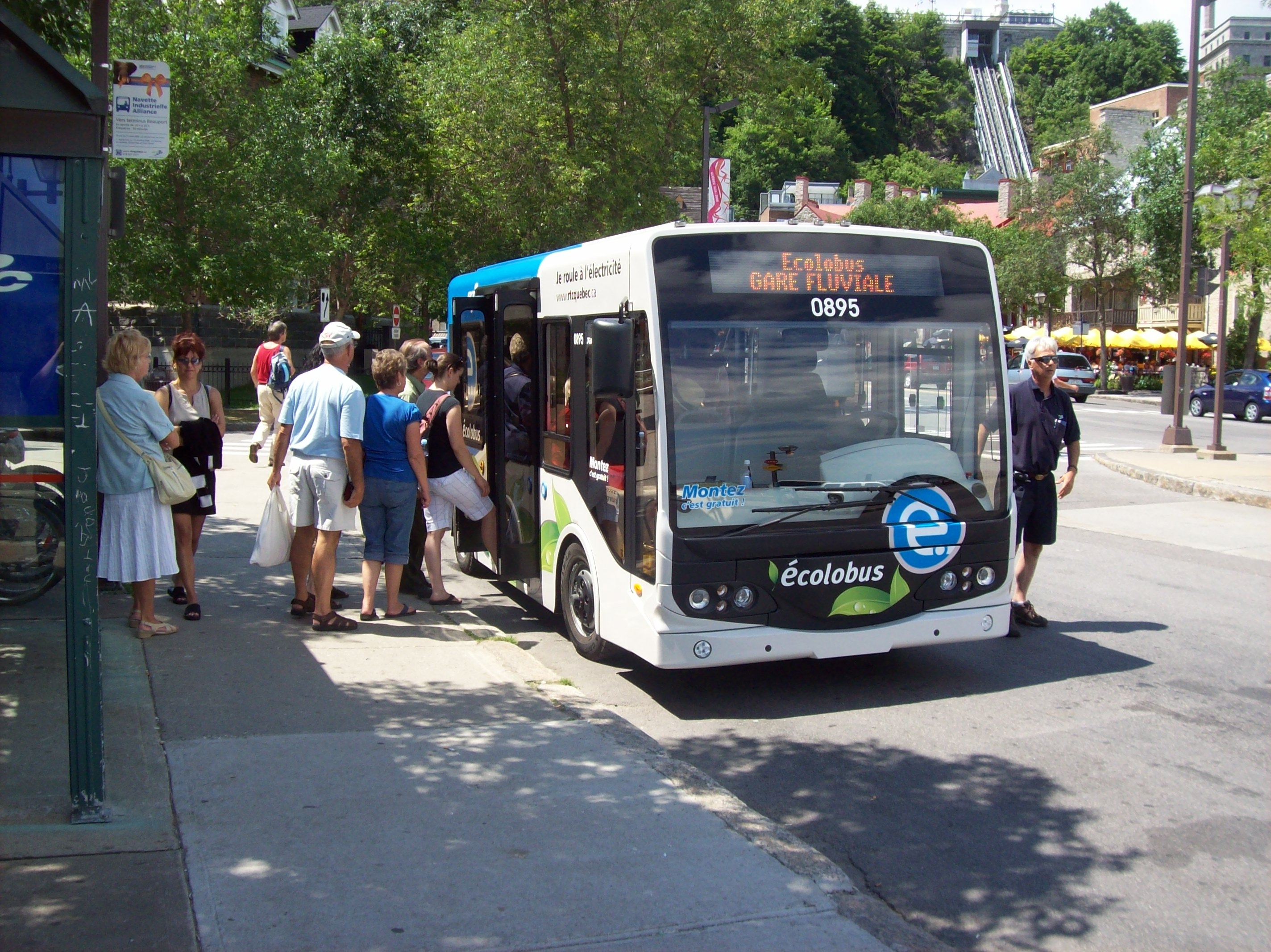
Un écolobus à la station de la Gare fluviale

L'Écolobus est un ancien parcours à débit moyen de fréquentation du Réseau de transport de la Capitale. L'Écolobus porte le numéro de parcours 21, reliant la gare fluviale au Manège militaire de Québec. Cette ligne se démarque des lignes standards, Métrobus et Express car elle est exploitée avec autobus fonctionnant uniquement à l'électricité.  Il est donc écologique[réf. nécessaire] et ne consomme que l'équivalent de 3,25 $ d'électricité par jour. Il peut contenir jusqu'à 20 passagers (10 debout et 10 assis). Le chauffage de l'Écolobus se fait au diesel. Le véhicule est un Tecnobus Gulliver de fabrication italienne, capable d'une vitesse maximale de 33 km/h et d'une autonomie de 100 km. 
L'Écolobus est accessible aux personnes en fauteuil roulant.

## Historique

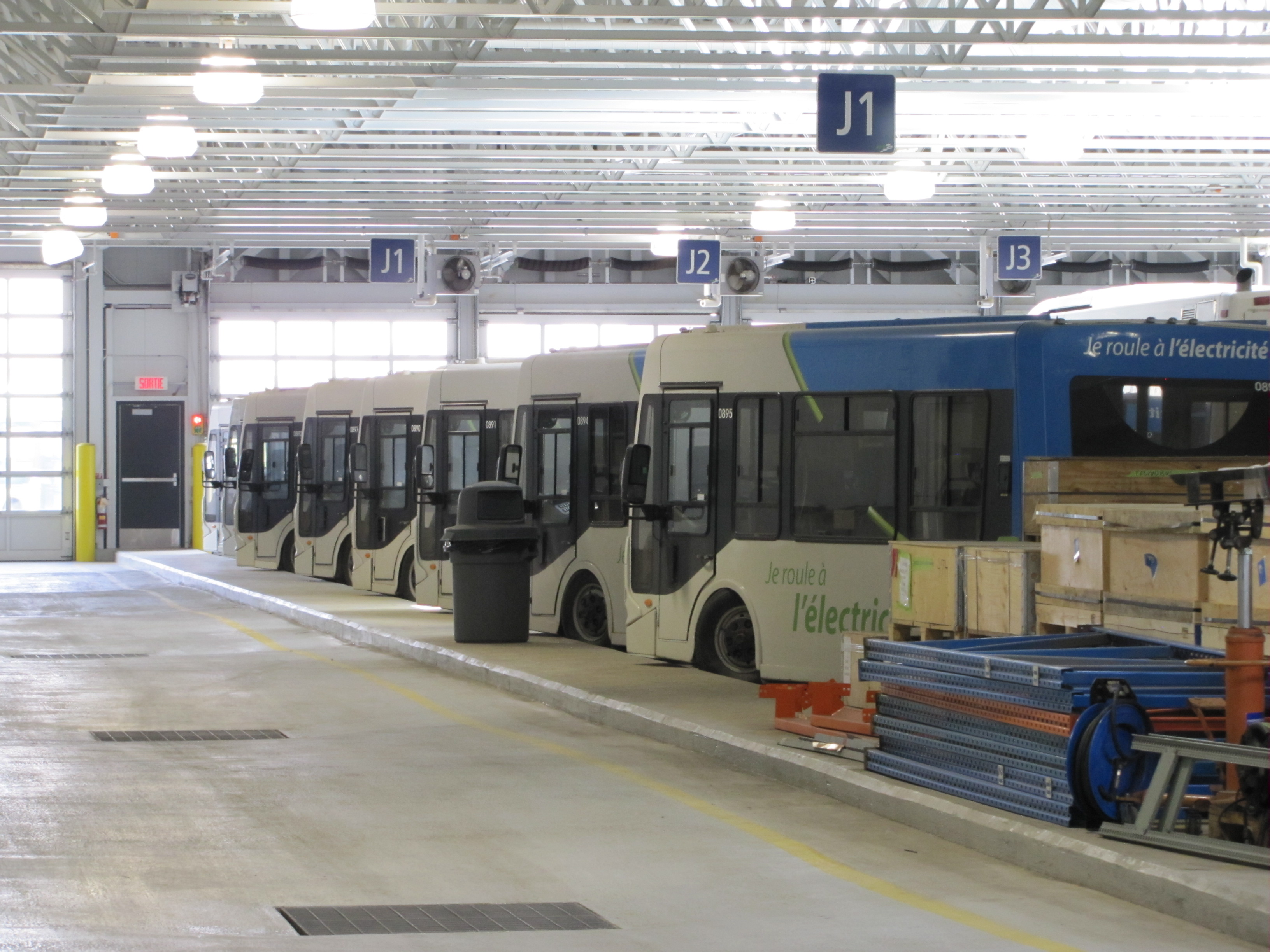
Les 8 Écolobus du RTC ont été retirés de la circulation en janvier 2015. Les véhicules ont été remisés au centre Métrobus de l'avenue Armand-Viau, en attente d'un acheteur potentiel.

Après avoir été gratuit depuis son apparition, l'Écolobus est devenu payant à partir du 5 juillet 2010. Il n'a jamais été possible d'obtenir de correspondance papier sur le parcours de l'Écolobus.
Le 24 août 2011, le Réseau de transport de la Capitale a décidé de remiser tous ses autobus électriques à la suite de problèmes récurrents relatifs à la surchauffe des batteries.
Le 16 janvier 2015, le Réseau de transport de la Capitale met fin à l'utilisation de l'Écolobus.